# 鶯春亭梅橋
鶯春亭 梅橋（おうしゅんてい ばいきょう、1926年9月 - 1955年10月27日）は、落語家。本名 ∶松岡 勤治。弟は推理作家の都筑道夫。

## 経歴
- 年代不明（戦時中） - 5代目古今亭志ん生に入門し古今亭志ん治。
- 1946年 - 5代目古今亭今輔門下で桃源亭花輔と改名。
- 1949年4月 - 鶯春亭梅橋と改名し真打昇進（梅橋の名は本来は春風亭梅橋と書いた）。芸風が暗すぎるのでせめて高座名だけでも明るく派手にせよという正岡容の命名による。
- 1955年 - 結核のため死去。享年29。

## 人物
桂歌丸によると、神経質な性格で、楽屋で緊張して固まってしまうことが多かった。また、部屋や衣服が何から何まで汚く、後述の結核で亡くなったとのこと。歌丸はあまりの無精を見かね、梅橋の汚い下着を洗ってあげた。そのことで梅橋に感謝され稽古をつけてあげると言われたが、「あまりに部屋が汚いので」断った。そして結局、歌丸は梅橋に稽古をつけてもらうことはなかった。
ラジオ番組「落語討論会」（文化放送）でレギュラーを持っていた。眼鏡を掛けて高座に上がった最初の落語家とされるが、これも正岡の勧めによったものである。師匠の影響で自作の『幽霊タクシー』などの新作落語を演じ期待も大きかったが、結核のため29歳で死去した。